# Ethel Griffies
Ethel Griffies (nacida como Ethel Woods, 26 de abril de 1878, Sheffield; 9 de septiembre de 1975, Londres) fue una actriz inglesa de teatro, cine y televisión. Hija de los también actores Samuel Rupert Woods y Lillie Roberts, debutó a los tres años continuando su carrera hasta casi los 86 años. Estuvo casada con Walter Beaumont y en segundas nupcias con otro actor, Edward Cooper, dejándola viuda sus últimos 20 años de vida.

## Carrera
Apareció en numerosas obras, haciendo su debut teatral en Londres en 1899. Antes de comenzar su carrera cinematográfica de pleno en la década de los 30, realizó breves cameos en películas desde 1917. Su filmografía abarca más de 90 películas y 10 episodios de televisión en una carrera que duró hasta su jubilación en 1967. Actuó en el papel de Grace Poole en dos versiones de Jane Eyre, en la primera de 1934 y en la posterior de 1944 (Jane Eyre). Uno de sus últimos papeles, por el qué es más recordada, fue el de la anciana ornitóloga Señora Bundy en la película de Alfred Hitchcock, Los Pájaros (1963).

## Filmografía parcial
- El Coste de un Beso (1917)
- Posibilidades (1931)
- El puente de Waterloo (1931)
- Una vez una Señora (1931)
- ¿Estás Escuchando? (1932)
- Mujer blanca (1933)
- Alicia en el país de las maravillas (1933)
- Ana Karenina (1935)
- Melodía culpable (1936)
- Crackerjack (1938)
- Muertos que matan (1941)
- ¡Qué verde era mi valle!  (1941) como la señora Nicholas
- Un Yankie en la R.A.F. (1941) como la señora Fitzhugh
- Entre nosotras (1942)
- Castillo en el Desierto (1942)
- Jane Eyre (1944)
- La sombra de una duda (1943)
- Al compás del corazón (1944) como la señora McGuff
- Pesadilla (1945)
- Los pájaros (1963) como la señora Bundy, ornitóloga
- Billy el embustero (1963)
- Brazos de terciopelo (1965)